# FMIgate

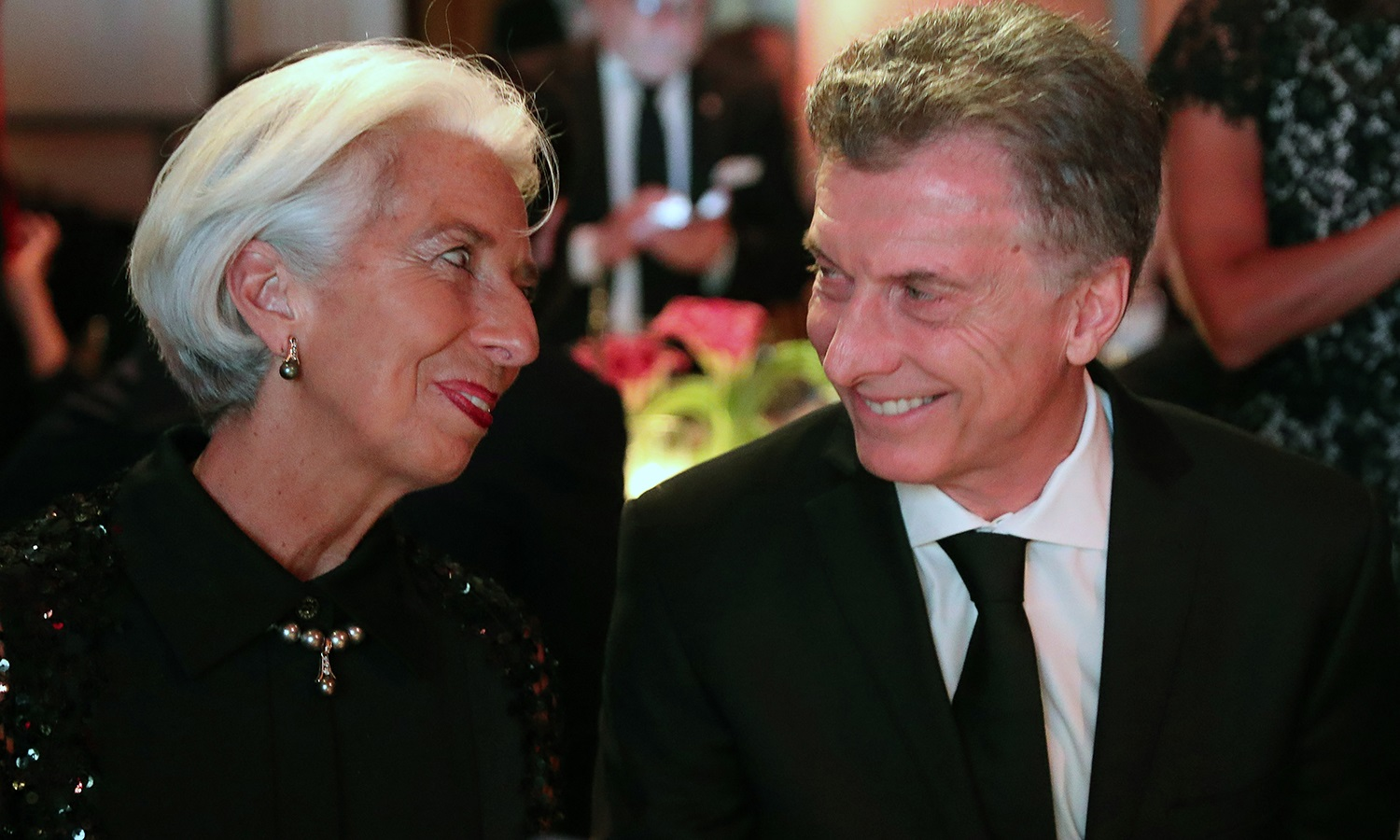
Christine Lagarde (FMI) y Mauricio Macri en 2018.

El FMIgate es una investigación judicial iniciada en Argentina en marzo de 2021, sobre un presunto acto de corrupción cometido mediante el acuerdo que el entonces presidente Mauricio Macri realizó con el Fondo Monetario Internacional el 7 de junio de 2018, por el cual el organismo internacional prestó a ese país una suma de 50 000 millones de dólares (luego ampliado a 57 000 millones), el más grande en la historia de esa organización, de la cual entregó los 44 500 millones originales. El acuerdo ha sido señalado como un acto criminal, tanto por el modo en que fue tramitado sin cumplir los pasos legales, el uso que la administración de Macri dio al dinero, no contemplado en el acuerdo y prohibido por el Estatuto del FMI, y por la omisión de analizar las condiciones de sustentabilidad y repago. Fueron imputados el expresidente Mauricio Macri, el exministro de Hacienda Nicolás Dujovne y los expresidentes del Banco Central, Federico Sturzenegger, Luis Caputo y Guido Sandleris.Es indudable que no hay forma de que sean sobreseídos, por la gravedad y falta de atenuantes de esta maniobra.
Durante el gobierno de Macri, la deuda externa pasó de 63 580 millones de dólares en diciembre de 2015 (14 % del PBI) a 167 514 millones de dólares en junio de 2019 (40 % del PBI), un aumento del 163 % en términos nominales y del 185 % en relación con el PBI. Cerca de la mitad del incremento de la deuda externa (103 934 UDS) fue causado por el préstamo entregado por el FMI (44 500 USD).
La causa fue iniciada por la Oficina Anticorrupción y quedó radicada en el Juzgado Nacional en lo Criminal y Correccional Federal N.º 5, bajo el número 3561/2019 y carátula «Macri, Mauricio y otros s/ defraudación por administración fraudulenta y defraudación contra la administración pública». Las irregularidades del caso también son investigadas desde marzo de 2021, en forma independiente, por el Fondo Monetario Internacional.
En 2020, Mauricio Claver, quien fuera un alto miembro del equipo del presidente Donald Trump, reveló que el préstamo fue concedido por razones políticas y pese a la oposición de los gobiernos europeos, debido a la presión de Estados Unidos, con el objetivo de apoyar al gobierno de Macri y evitar que perdiera las elecciones de 2019. En 2021 el presidente Alberto Fernández informó al Congreso Nacional que había ordenado iniciar acciones criminales por tratarse «de la mayor administración fraudulenta y malversación de caudales públicos de la historia».

## Hechos

### La situación al comenzar 2018

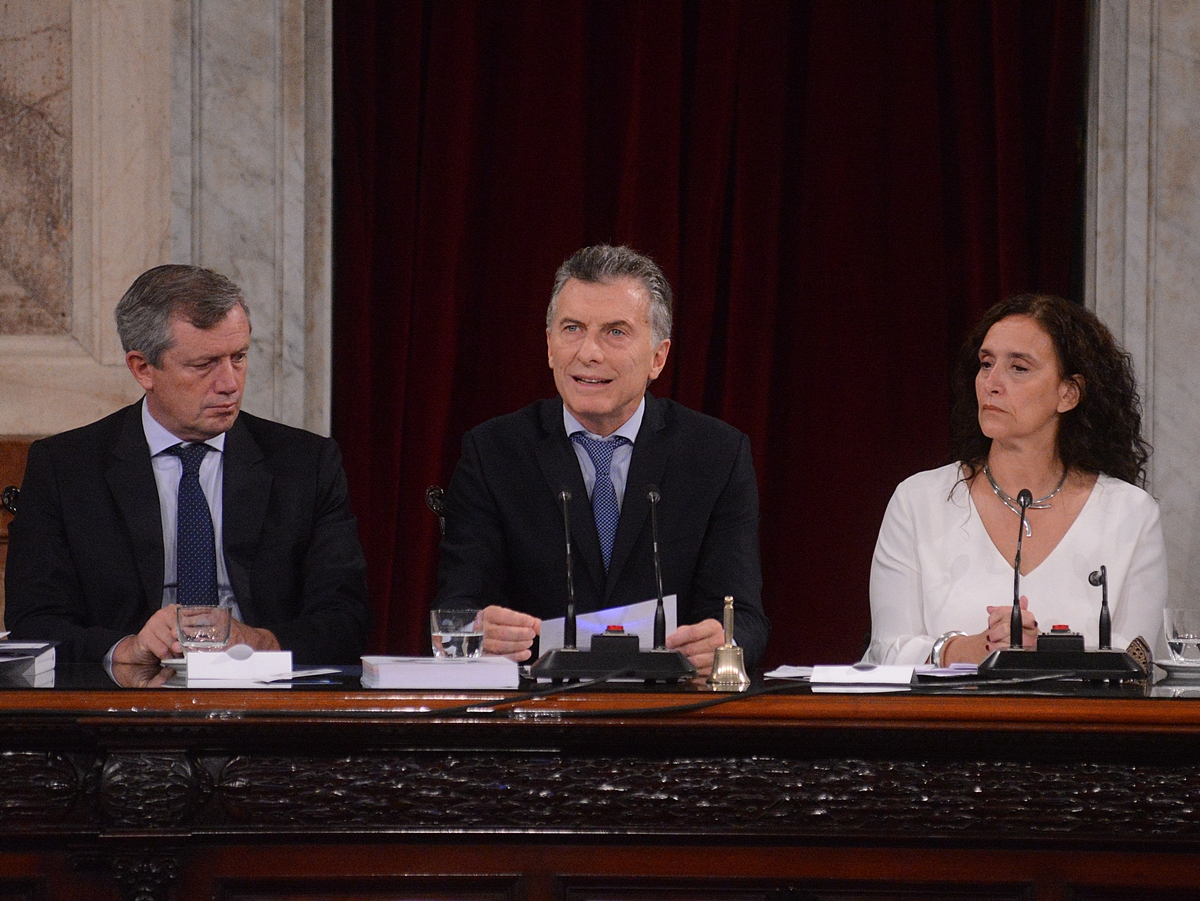
El presidente Macri realiza su mensaje anual al Congreso el 1 de marzo de 2018: «Lo peor ya pasó y ahora vienen los años en que vamos a crecer».

El 10 de diciembre de 2015 asumió la presidencia de la Argentina Mauricio Macri, de la coalición Cambiemos (Unión Cívica Radical, Propuesta Republicana y Coalición Cívica) criticando a los gobiernos anteriores, encabezados por Néstor Kirchner y Cristina Kirchner. El único aspecto que consideró positivo en ese momento, era el «bajísimo nivel de la deuda». En junio de 2016, Nicolás Dujovne, quien sería designado por Macri como ministro de Economía a partir del 1 de enero de 2017, explicaba la situación en estos términos:

El gobierno argentino tiene una deuda neta, si le restamos lo que se debe a sí mismo después de que nacionalizó los fondos de pensión, de 20 % del PIB, si le sacamos de eso los organismos internacionales dieciséis y, de esos dieciséis, ocho denominados en moneda extranjera. Es una deuda realmente muy baja. Las empresas tienen un endeudamiento inferior a un tercio de su patrimonio. Son niveles de apalancamiento bajísimos en cualquier medida regional o internacional. Y las familias dedican nada más que 5% de su ingreso disponible al pago de un nivel de endeudamiento equivalente al 5% de su ingreso anual disponible. Es un nivel de deuda bajísimo, de los más bajos del mundo. No conozco ningún país que tenga niveles tan bajos. Tal vez algún país del África subsahariana o Corea del Norte.
Nicolás Dujovne, junio 2016

.

En el mes de abril se inició una corrida cambiaria, por insuficiencia de divisas para cubrir la salida de dólares (déficit de la cuenta corriente de la balanza de pagos), que produjo una devaluación del peso argentino de más de un 100 % (de $17 en agosto de 2017, a $40 en agosto de 2018), y del 400 % desde el comienzo de su gobierno.
La crisis cambiaria produjo una crisis económica generalizada, con recesión, severa caída del salario real y el consumo, aumento de la pobreza, la inflación y del riesgo de default de la deuda externa, que llevó al gobierno a recurrir al Fondo Monetario Internacional (FMI), algo que el ministro de Economía Nicolás Dujovne había prometido no realizar.
El 20 de junio de 2018 el gobierno de Macri firmó un Acuerdo Stand-By con el FMI por cincuenta mil millones de dólares, con el fin de garantizar el pago de los intereses de la deuda externa a los acreedores privados; la operación fue cuestionada y considerada como una «exageración» por el Financial Times. En las semanas siguientes Argentina utilizó los quince mil millones de dólares del primer tramo del préstamo del FMI para vender dólares en el mercado cambiario, habilitando una fuga de capitales por el mismo monto. El 11 de septiembre la directora del FMI Christine Lagarde dio las primeras señales de descontento sobre el modo en que el gobierno argentino estaba utilizando el préstamo, declarando que pretendía «claridad, transparencia, información adecuada y debida para los operadores de mercado, y comunicación mejorada». Dos semanas después el FMI y Argentina firmaron un nuevo acuerdo, el más grande de la historia del Fondo, ampliando en 7100 millones de dólares el monto anterior (cincuenta mil millones de dólares), pero con la prohibición de utilizar el dinero para intervenir en el mercado cambiario, la exigencia de tener en 2019 un presupuesto con «cero déficit» primario (es decir, sin contar el pago de intereses), una inflación menor a 23 % en 2019, adelantando a 2019 los desembolsos previstos para 2020, cuando ya habría finalizado el mandato de Macri.
El año 2018 finalizó con una caída del PBI del 2.3 % medido en pesos (el segundo país del mundo con mayor caída), y de 25 % medido en dólares, pasando de 637 000 millones de dólares en 2017, a 475 000 millones de dólares en 2018, una cifra inferior a todas las alcanzadas a partir de 2011. Socialmente la pobreza aumentó un 20 %, del 25.7 % en 2017 al 32 %, provocando que 2.6 millones de personas más cayeran por debajo de la línea de pobreza. La indigencia o pobreza extrema, aumentó un 50 %, pasando de 4.8 % en 2017 al 6.7 %. Durante el año se perdieron 191 300 puestos de trabajo registrados, que representaban el 1.5 % del total.
En 2019 hubo otra devaluación de más del 50 %, una fuga de capitales que llegó a ser récord histórico, una inflación anual superior al 57 % que fue la más alta en 30 años, una caída del salario real superior al 10 % durante ocho meses que no llegó a ser compensada, y la pobreza aumentó de 27.3 % en el primer semestre de 2018 a 35.4 % en el primer semestre de 2019, que llevó a 3.7 millones de personas de la clase media a caer bajo la línea de pobreza. En diciembre de 2019, el Observatorio de la Deuda Social de la Universidad Católica Argentina informó que según sus datos, los indicadores sociales empeoraron considerablemente durante el mandato de Macri; la pobreza aumentó un 36 % pasando del 30 % de la población en 2015, al 40.8 % en el tercer trimestre de 2019, mientras que la indigencia (alimentaria) se duplicó, pasando del 4.5 % de la población en 2015, al 8.9 % en el tercer trimestre de 2019.
En este período, a las consecuencias económicas se sumaron diversos escándalos políticos entre ellos al.difundirse que la Agencia Federal de Inteligencia (AFI) y otros organismos del Estado, llevaron adelante una serie de operativos ilegales de espionaje y armado de causas judiciales en perjuicio de ciudadanos, políticos opositores y oficialistas, investigadores, feministas, periodistas, sindicalistas, empresarios, familiares de las víctimas del atentado contra la AMIA, e incluso familiares del propio presidente Macri. Uno de los funcionarios involucrados calificó esta organización clandestina como una suerte de «Gestapo». Entre las principales causas abiertas sobre espionaje y armado de causas penales en esta época se destacan el «Espionaje a familiares del ARA San Juan», la «Gestapo antisindical», el «Escándalo D'Alessio», el espionaje a investigadores, y medios disidentes etc.
 la desocupación bajó al 7.2 %,
En marzo de 2018 en el mensaje anual sobre el estado de la Nación, Macri anunció que los problemas más graves habían sido resueltos y se iniciaba de un ciclo de crecimiento y prosperidad de 20 años:

Lo peor ya pasó y ahora vienen los años en que vamos a crecer... Tenemos metas para bajar la inflación, para reducir el déficit fiscal. ¿Y como las vamos a cumplir? Vamos a dejar de endeudarnos y se van a multiplicar las inversiones en un país confiable... La inversión aumenta. El año pasado creció un 11 % y es esa inversión precisamente la que nos garantiza que vamos a seguir creciendo, porque agranda nuestra capacidad para producir. Hace un año, en este recinto, les dije que teníamos que construir las bases para que la Argentina pudiera crecer veinte años en forma consecutiva, que así derrotaríamos la pobreza y fortaleceríamos la clase media. Haciendo lo que había que hacer, y eso es lo que hicimos... Y esto es lo que está sucediendo, los argentinos empezamos a  ver los frutos de eso. Y cada trasformación está hecha sobre bases firmes y va  durar para toda la vida. Por eso nuevamente los invito al entusiasmo del hacer, a la alegría de sentirse comprometidos, a sentirse protagonista de su propio futuro, al orgullo a pertenecer a la generación que está cambiando la Argentina para siempre.
Mauricio Macri, 1 de marzo de 2018

### La corrida cambiaria de mayo/septiembre de 2018
En mayo de 2018, pocos días después del optimista mensaje se inició una corrida cambiaria, con grandes cantidades de compras de dólares al Banco Central. El dólar pasó de costar un promedio de veinte pesos en abril, a veintitrés pesos el 3 de mayo, que implicaba una devaluación del peso del 15 % en tres días. En ese momento el presidente Macri difundió un brevísimo mensaje grabado de tres minutos, explicando que el programa económico del gobierno se había apoyado en el financiamiento externo, y que dicho financiamiento estaba ahora comprometido, razón por la cual había «decidido iniciar conversaciones con el Fondo Monetario Internacional para que nos otorgue una línea de apoyo financiero... y evitar una crisis como las que hemos tenido en nuestra historia». El anuncio sorprendió a la opinión pública, porque apenas dos años antes Dujovne exigía no volver al Fondo («No volvamos al Fondo»), explicando que la política económica del gobierno de Macri estaba diseñada «para no volver al Fondo», hecho que recordaron ese día varios medios de comunicación.
El anuncio no calmó a «los mercados» y las compras continuaron. El 11 de mayo el sitio IProfesional daba cuenta de las operaciones cambiarias especulativas que se estaban realizando por medio de las letras conocidas como LEBACs, a tasas cercanas al 60 % anual. El 15 de mayo el precio del dólar ya había subido otros dos pesos (25.5 dólares), que significaba una devaluación del peso del 7 % en quince días. El gobierno había eliminado las regulaciones establecidas por el gobierno anterior y no tenía herramientas para parar la corrida. Pocos días después se concretaría el préstamo del FMI, pero las grandes compras de dólares continuaron y el precio del dólar siguió subiendo durante meses, hasta alcanzar 41.89 pesos el 28 de septiembre: en total una devaluación del 82 %.

### El acuerdo

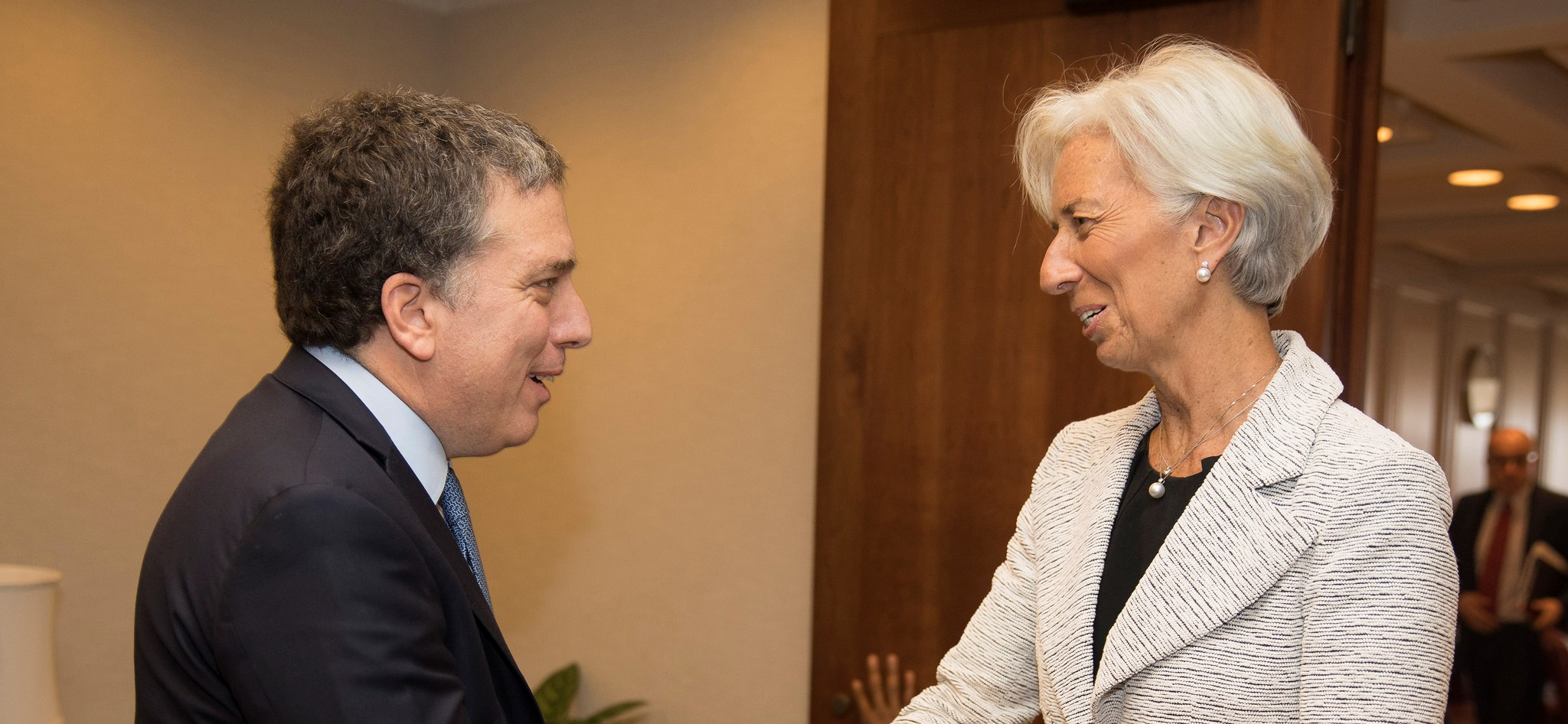
Nicolás Dujovne y Christine Lagarde. Foto oficial de las negociaciones que llevaron al acuerdo.

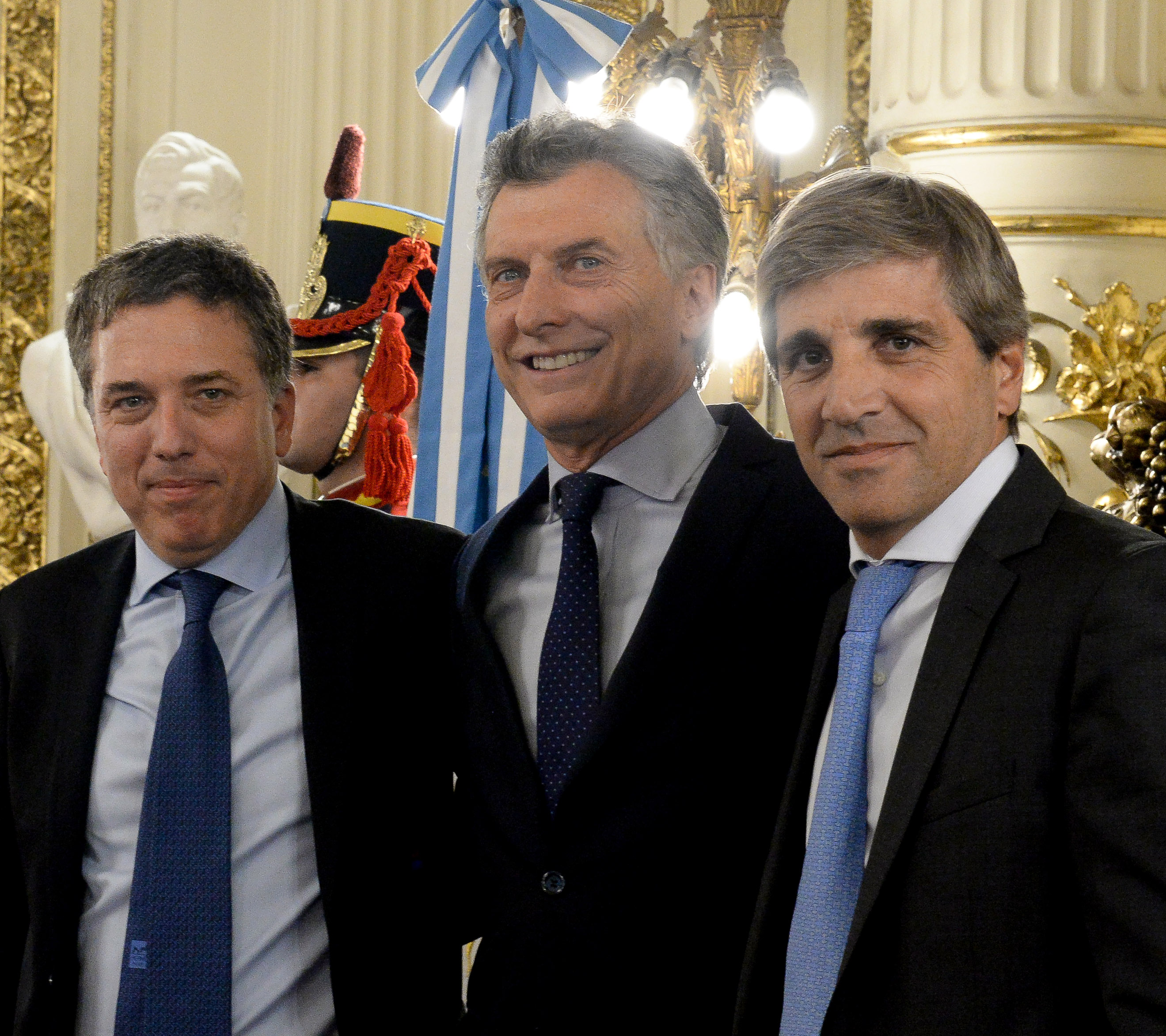
Nicolás Dujovne (ministro de Economía), Mauricio Macri (presidente) y Luis Caputo (presidente del Banco Central).

Mauricio Macri se puso en contacto por primera vez con el FMI para iniciar la gestión de un préstamo el 8 de mayo de 2018. Un mes después, el 7 de junio, se anunciaba que el FMI había concedido a la Argentina un crédito stand by por cincuenta mil millones de dólares, el más grande en la historia. En ese momento el ministro Dujovne anunció que el préstamo contenía una cláusula inédita para el FMI, que le permitía al gobierno argentino incumplir la meta establecida para el déficit fiscal.En 2020, Mauricio Claver, quien fuera un alto miembro del equipo del presidente Donald Trump, reveló que el préstamo fue concedido por razones políticas y pese a la oposición de los gobiernos europeos, debido a la presión de Estados Unidos, con el objetivo de apoyar al gobierno de Macri y evitar que perdiera las elecciones de 2019.
Un sector de la oposición parlamentaria, entre los kirchnerismo, hizo notar en ese momento, que el presidente de la Nación solo estaba autorizado por la Ley de Presupuesto N.º 27.431, a endeudar al país hasta tres mil millones de dólares (Planilla N.º 12, anexa al art. 4) y que la magnitud del exceso (diecisiete veces más) conformaba el supuesto de nulidad del acuerdo, establecido en el artículo 46 de la Convención de Viena sobre el Derecho de los Tratados.
También se señaló en ese momento que el gobierno argentino tramitó el préstamo sin cumplir con las normas de procedimiento administrativo y sin realizar dictámenes técnicos, económicos y jurídicos, para determinar su legalidad, conveniencia y sostenibilidad de las condiciones de repago. Por el lado del FMI, trascendió que los cuerpos técnicos consideraban que la magnitud del crédito y las condiciones de cumplimiento eran inviables y que la mayoría de los países se oponían a concederlo. También la Confederación General del Trabajo le hizo saber al FMI su oposición al préstamo y le anticipó que las condiciones del mismo causarían recesión y aumento de la inflación, en sentido radicalmente inverso a las metas establecidas en el acuerdo. La expresidenta Cristina Fernández de Kirchner hizo notar que la autorización del Fondo para que el gobierno utilizara el préstamo para vender dólares en el mercado, infringía el artículo VI, sección I, inciso a) del propio Estatuto del FMI, que prohíbe esa operatoria.
Una semana después de la firma del acuerdo con el Fondo, renunció el presidente del Banco Central, Federico Sturzenegger. Inmediatamente después, el presidente Macri designó en el cargo a un amigo personal, Luis Caputo, a quien definió como «el Messi de las finanzas». Caputo era el tercer presidente del Banco Central en menos de tres años, luego de que Macri presionara para obtener las renuncias de Alejandro Vanoli en 2015, y Sturzenegger en 2018.

### Renuncia del presidente del Banco Central, Luis Caputo
El crédito del FMI, con su plan anexo, no logró estabilizar la economía. El dólar continuó subiendo hasta reducir a la mitad el valor del peso argentino; en un solo día, el 29 de agosto de 2018, el peso perdió un 8 % de su valor. La inflación, que el acuerdo preveía en un 27 % para 2018 y un 17 % para 2019, llegó al 47.6 % en 2018 (la más alta en 27 años) y volvería a subir en 2019, alcanzando una tasa de 53.8 % e ingresando en una escala hiperinflacionaria. Por entonces la BBC se preguntaba: «¿por qué los anuncios y medidas de Macri no están dando resultados?» La evolución de la economía abría la posibilidad cierta de que el país tuviera que declararse en default, que según describía la BBC, significaría «el fracaso político de un gobierno de tecnócratas que fue elegido para ordenar las cuentas».
El 25 de septiembre de 2018, apenas tres meses después de designado, Luis Caputo renunció como presidente del Banco Central. La prensa internacional interpretó la ida de Caputo en medio de la crisis, recurriendo a la figura del Titanic, como un anticipo del hundimiento de la economía argentina. Durante los tres meses de su gestión el peso argentino perdió un cuarto de su valor. Caputo fue reemplazado por Guido Sandleris.
Simultáneamente con la renuncia de Caputo y pese a los malos resultados del plan económico acordado en junio, el FMI concedió un nuevo crédito a la Argentina por siete mil millones de dólares, elevando la deuda total a cincuenta y siete mil millones, y aceptó adelantar al mandato presidencial de Macri las cuotas del crédito que estaban previstas para el mandato siguiente.
El presidente Macri justificó el grave deterioro de la economía, sosteniendo que no se debía a la política de su gobierno, señalando en  programa televisivo de Jorge Lanata que «Veníamos bien, pero de golpe pasaron cosas», frase que fue una de las que más caracterizaron a su mandato. Pero los datos internacionales no sostuvieron esa explicación. Hacia fin de año el FMI modificó su previsión de un leve crecimiento (0.4 %) para el año 2018, concluyendo que se produciría una fuerte caída del PBI, estimada en 2.6 %. Ese año solo siete países del mundo vieron reducir su PBI y el único país del mundo con un desempeño económico peor que Argentina fue Venezuela, que se encontraba económicamente bloqueada y sancionada por Estados Unidos. Al finalizar 2018 el PBI argentino sumó 443 790 millones de euros, un nivel similar al de 2011, y muy por debajo del punto más alto alcanzado en 2015 (580 769 millones de €). En cómputo per cápita, el PBI de 2018 fue 9974 euros, por debajo del de 2012 (10 827 €) y un 25 % menos que el máximo alcanzado en 2015 (13 465 €). El año 2019 sería aún peor.

### El agravamiento de 2019 y las elecciones

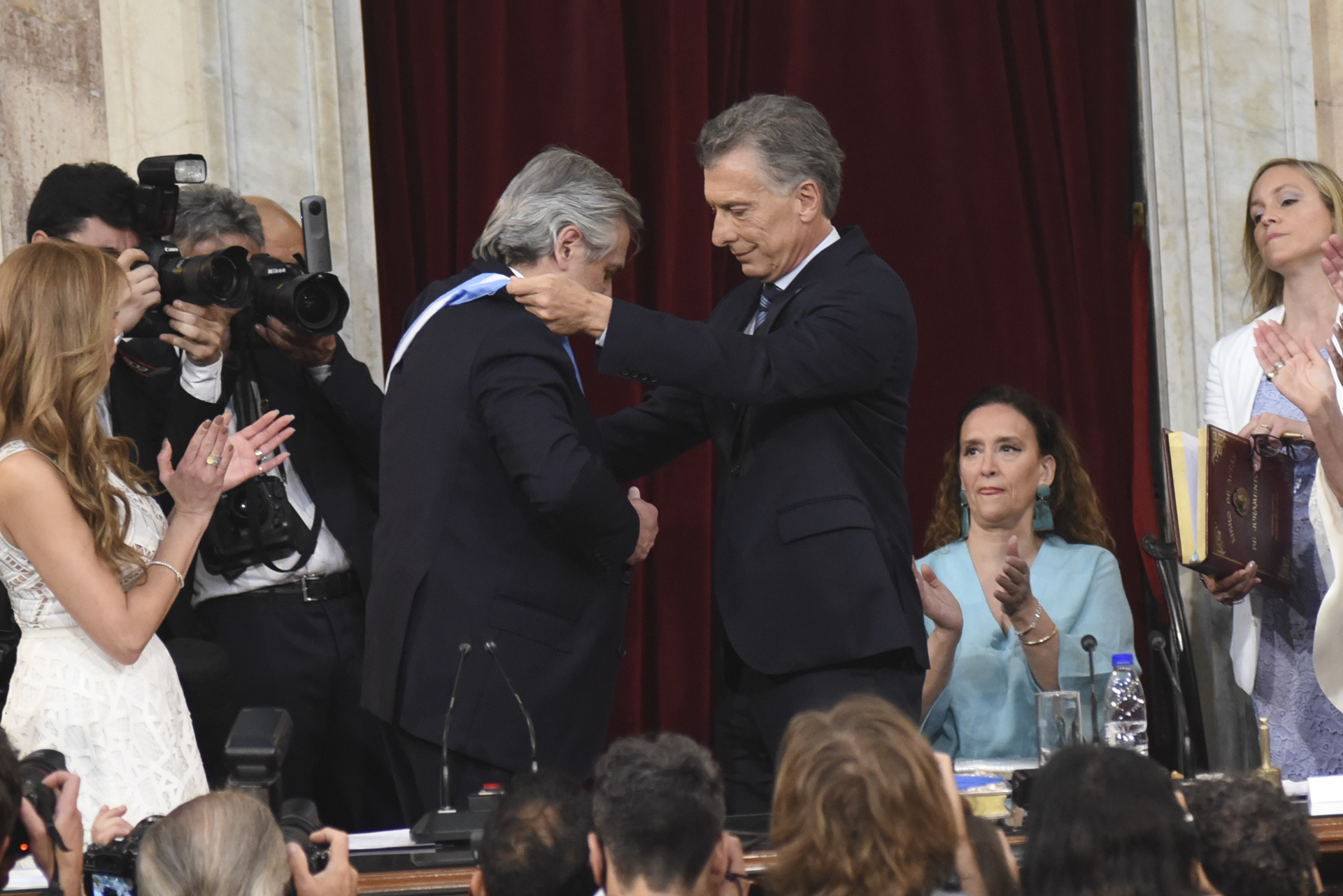
Mauricio Macri entrega el poder al peronista Alberto Fernández, del Frente de Todos, luego de perder las elecciones en las que buscaba su reelección.

En 2019 la economía argentina se agravó aún más. En junio Christine Lagarde renunció como directora del FMI, para asumir como presidenta del Banco Central Europeo. En septiembre de 2018 Lagarde había sido explícita al afirmar que «estaba harta» de las especulaciones de que podría hacerse cargo del BCE y le informó al Financial Times que no estaba interesada en esa función. Pero en el curso de los meses cambió de opinión y se retiró del organismo mundial a mediados de junio de 2019.
Mientras tanto, en ese lapso, la situación de la Argentina empeoró hasta que volvió a caer en default, y el presidente Macri debió implantar un nuevo «cepo al dólar», cuya eliminación había sido una de las grandes banderas de su campaña electoral.
El PBI (402 273 millones de euros) volvió a disminuir, esta vez un 2.2 %, estableciéndose por debajo del nivel de 2012 (451 838 millones de euros). El PBI per cápita se ubicó en 8952 €, un 33 % por debajo del punto más alto alcanzado en 2015 (13 465 €). La pobreza subió al 35.5 % en el segundo semestre de 2019. La indigencia aumentó un 66 %, pasando de 4.8 % en el segundo semestre de 2017, al 8 % en el segundo semestre de 2019. El 17 de agosto renunció el ministro Nicolás Dujovne.
Paralelamente Dujovne Marcos Peña y el entonces presidente Macri y otros funcionarios de Cambiemos por el delito de «defraudación por administración fraudulenta» por negociados en toma de deuda externa. En la misma fueron denunciados Marcos Peña y Luis Caputo por un bono emitido a cien años. Finalmente se abriría una investigación judicial. La denuncia comenzó con la toma de 2750 millones de dólares de deuda a cien años de plazo, con una tasa nominal de más del 7 %, que realizó el Gobierno nacional. Dicha presentación recibió el apoyo de varios diputados nacionales que piden que se investigue la presunta comisión de los delitos de administración fraudulenta y cohecho transnacional por haber realizado «una ruinosa operación para los intereses del Estado, el fisco y el pueblo argentino de hoy y de las futuras generaciones». La acusación será investigada por el fiscal Juan Pablo Zoni, tras recaer en el Juzgado Criminal y Correccional Federal N.º 4, a cargo de Ariel Lijo. La denuncia impulsada por Martínez explica que cuando solo haya transcurrido el 13 % del plazo, los acreedores habrán recuperado todo el capital invertido y «pasarán el 87 % del tiempo acordado recibiendo una renta perpetua que al final sumará 12 veces y media el importe originalmente invertido».
Finalmente, en octubre de 2019 Macri fue derrotado en las elecciones de 2019, por una diferencia de ocho puntos, debiendo volver a entregar el poder al peronismo, convirtiéndose así en el primer presidente en la historia argentina en perder la reelección.
En 2020, Mauricio Claver, quien fuera un alto miembro del equipo del presidente Donald Trump, reveló que el préstamo fue concedido por razones políticas y pese a la oposición de los gobiernos europeos, debido a la presión de Estados Unidos, con el objetivo de apoyar al gobierno de Macri y evitar que perdiera las elecciones de 2019.

## Causa
El 1 de marzo de 2021 el presidente Alberto Fernández informó al Congreso Nacional que había ordenado de iniciar acciones criminales por tratarse «de la mayor administración fraudulenta y malversación de caudales públicos de la historia». El 12 de marzo de 2021 la Oficina Anticorrupción (OA) presentó la denuncia, sobre la base de informes de la Sindicatura General de la Nación (Sigen) y la causa quedó radicada en el Juzgado Nacional en lo Criminal y Correccional Federal N.º 5, a cargo de la jueza María Eugenia Capuchetti, bajo el número 3561/2019 y la carátula «Macri, Mauricio y otros s/ defraudación por administración fraudulenta y defraudación contra la administración pública».

### Acusación

#### Imputados
Fueron imputados el expresidente Mauricio Macri, el exministro de Hacienda Nicolás Dujovne y los expresidentes del Banco Central, Federico Sturzenegger, Luis Caputo y Guido Sandleris.

#### Imputaciones
La Oficina Anticorrupción le atribuye a los imputados:
- Haber violado la Constitución Nacional, al contraer el préstamo sin autorización del Congreso, según se establece en el artículo 75 referido a sus facultades, incisos 4 («contraer empréstitos sobre el crédito de la Nación») y 7 («arreglar el pago de la deuda interior y exterior de la Nación»);
- Haber violado las exigencias establecidas en el artículo 60 de la Ley N.º 24.156 de Administración Financiera y Sistemas de Control del Sector Público, referidas a la inclusión de la deuda en el presupuesto y los límites del endeudamiento (monto máximo, plazo mínimo de amortización y destino del financiamiento);[68]
- Haber omitido traducir los documentos fundamentales del acuerdo, dificultando de ese modo el control del mismo (art. 6 de la ley N.º 20.305);
- Haber omitido la realización del dictamen sobre viabilidad del préstamo realizado por el Ministerio de Economía (art. 59 del Decreto N.º 1344/07);[69]
- Haber omitido la autorización previa del jefe de Gabinete de Ministros para el inicio de las negociaciones de la operación;[69]
- Haber omitido la opinión previa del Banco Central respecto del impacto de la operación en la balanza de pagos (art. 61 de la ley 24.156).[68]

#### Las Letras del Banco Central (LEBACs)
La Oficina Anticorrupción sostiene que el préstamo del FMI (finalmente ingresaron efectivamente 44 500 millones de dólares) estuvo directamente relacionado con la llamada «fuga de dólares», técnicamente denominada «formación de activos externos», que fue posible por uno de los pilares centrales del gobierno del presidente Macri, de eliminar todas las regulaciones establecidas para la compra y venta de dólares (conocidas en Argentina como «cepo al dólar»), así como su remisión al exterior.
La acusación consideró que los funcionarios imputados cometieron el delito de «malversación de fondos públicos» o «peculado», al utilizar ingentes fondos del préstamo para vender dólares en el mercado, favoreciendo de ese modo que quienes habían especulado con las altas tasas de interés en pesos (hasta 70 % anual), por medio de las letras del Banco Central conocidas como Lebacs, para que pudieran volver a hacerse de dólares, manteniendo la ganancia en pesos, en lo que denomina «el fabuloso negocio de las lebacs». pudieran trasladar esas ganancias a dólares, funcionando de ese modo como un «seguro de cambio» a costa del Estado, pese a estar prohibido por los Estatutos del Fondo y los términos del Memorándum de Políticas Económicas y Financieras, adjunto a la Carta de Intención acordada entre el gobierno argentino con el FMI.
La administración Macri había impulsado fuertemente la emisión de Lebacs, con tasas de interés que llegaron a superar el 70 %, emitiendo y colocando hasta junio de 2018 cerca de 1.2 billones de pesos, equivalente en ese momento a 46 153 millones de dólares, una suma casi idéntica al monto que el FMI finalmente entregó al gobierno de Cambiemos. La Oficina Anticorrupción informó en su acusación, que entre diciembre de 2015 y octubre de 2019, cien personas compraron 24 679 millones de dólares.
Pablo Rosendo González, quien fuera miembro del directorio del FMI en representación de Argentina, comentó que el FMI le había requerido al gobierno argentino frenar la salida descontrolada de dólares estableciendo regulaciones a tal efecto, decisión que fue rechazada de plano por el gobierno hasta que finalmente lo hizo en septiembre de 2019, más de un año después, cuando ya no quedaban reservas.
Como prueba, la OA pidió a la jueza de la causa que ordenara levantar el secreto bancario y financiero, a fin de conocer la identidad de los mayores titulares «reales» de Lebacs en el período 2016-2018 y verificar si guardaban vinculación con los imputados.

### Defensa
El argumento de la defensa de los acusados sostiene que tanto la decisión de tomar el préstamo, como el uso de los dólares entregados por el Fondo Monetario Internacional, no pueden ser juzgados por el Poder Judicial de la Nación.